# MAI with AN8
MAI with AN8（マイウィズアンエイト）は、主に静岡県浜松市を活動拠点とする女性アイドルグループ。

## メンバー

### 現在のメンバー
- MAI

ボーカル／1990年11月3日生まれ／静岡県出身／元H&Aリーダー／成人'Sメンバー
- あや
- ななみ
- ジュディ

### 過去のメンバー
- あかね
- ゆきの
- えみる
- ななみ

## 受賞歴
エリア.アイドルNo.1決定戦「U.M.U AWARD 2010」ナムコ賞

## 概要
- 2010年3月結成。静岡県浜松市に拠点を置くタレント養成スクールヒーローズアカデミーのダンスクラス生有志により結成。
- MAIの1ボーカル+バックダンサーのスタイル。
- ユニット名は2010年12月に命名。それ以前は、「MAI with ダンサーズ」と表記されることが多かった。
- 静岡県を中心に県外でも活躍している。
- ライブハウス等の場では、バックダンサーのみでHIPHOPダンスを披露することがある。
- エリア.アイドルNo.1決定戦「U.M.U AWARD 2010」では、H&A、ミラクルも映像審査を通過し予選参加20組中3組がヒーローズアカデミーになった。本来は1組の予選通過を決めるための予選会だったが、急遽設定されたナムコ賞をJewel Kiss、はちきんガールズと共に獲得した。(予選通過はJewel Kiss、優勝はNegicco)

## 主な出演

### 映画
- 青い青い空(2010年MAI)

### インターネット放送
- ヒーローズチャンネル（TOMPAテレビ、2010年9月2日～、MAI/レギュラー出演）
- エリア.アイドルNo.1決定戦「U.M.U AWARD 2010」予選会（ニコニコ動画ホリプロチャンネル、2010年12月26日）
- ヒーローズチャンネル（TOMPAテレビ、2011年1月27日～2011年2月24日、MAI with AN8レギュラー出演）

## 書籍等

### 雑誌掲載
- womo 11年2月号 しずおかオンライン （2011年1月27日、MAI）
- 特冊新鮮組DX 11年8月号 竹書房 （2011年7月6日）

### オフィシャルブログ
- めろめろＢｌｏｇ★

### 関連サイト
- ヒーローズアカデミー
- ヒーローズアカデミーへ行こう！
- トンパテレビ